# San Miguel de Allende
San Miguel de Allende is een plaats met enkele tienduizenden inwoners, gelegen in de Mexicaanse staat Guanajuato, ongeveer in het centrum van Mexico. Het is een plaats die bijzonder populair is bij toeristen. Een groot aantal gepensioneerden uit de VS vond hier hun nieuwe woonplaats. Dit had tot gevolg dat verscheidene handelszaken en hotels overgenomen werden door Amerikanen.
De plaats is genoemd naar Ignacio Allende, een held uit de Mexicaanse Onafhankelijkheidsoorlog.